# Djedi (magicien)
Pour les articles homonymes, voir Djedi.
Djedi (également Dedi ou Djedi de Djed-Sneferu) est le nom d'un magicien égyptien fictif apparaissant dans le quatrième chapitre d'une histoire racontée dans le papyrus Westcar, Les magiciens à la cour du roi Khéops (it). On dit qu'il a fait des merveilles pendant le règne du roi Khéops (IVe dynastie).

## Personnage littéraire
Djedi n'apparaît que dans le quatrième récit du Papyrus Westcar ; il n'existe aucune preuve archéologique ou historique de son existence. Néanmoins, il est un objet de grand intérêt pour les historiens et les égyptologues, car ses tours de magie sont liés aux perceptions culturelles ultérieures de la personnalité de Khéops. Djedi est décrit comme un roturier d'un âge extraordinaire, doté de pouvoirs magiques et doué pour faire des prophéties,,.

## Évocation de l'histoire de Djedi
Selon le papyrus Westcar, le prince Hordjédef évoque l'histoire de Djedi. Il se tient devant son père, le roi Khéops, et dit :
« On ne parle ici que de miracles qui se sont produits il y a longtemps, quelque chose qui n'est connu que des générations passées. La vérité et le mensonge ne peuvent être distingués ici. Mais il y a quelqu'un du vivant de ta majesté qui n'est pas connu, quelqu'un qui est capable de rendre un ignorant sage. ».
Khéops demande :
« Qu'est-ce que cela signifie, Djédefhor, mon fils ? ».
Djédefhor répond : 
« Il y a un roturier nommé Djedi, qui vit à Djed-Sneferou. C'est un simple citoyen, mais âgé de cent-dix ans, il mange chaque jour cinq-cents miches de pain, une épaule de bœuf et boit cent pots de bière. Il est capable de ressusciter des êtres décapités. On dit aussi qu'il est capable de rendre les lions sauvages si obéissants que l'animal le suivrait en traînant une corde au sol. De plus, ce Djedi a connaissance du nombre d'Iput dans le wenet-sanctuaire de Thot ».
Le pharaon passa beaucoup de temps à chercher ces chambres, car il projetait de construire quelque chose de semblable à son horizon. Et Khéops ordonne :
« Toi-même, Djédefhor, mon fils, tu peux me l'amener ! ».
Ainsi Djédefhor organise son voyage pendant le premier mois de la saison Chémou et se rend à Djed-Snéferou. Il trouve Djedi et invite le vieil homme au palais du roi en lui disant : 
« Ta condition est égale à celle de quelqu'un qui vit du vieillissement et à celle de quelqu'un qui dort jusqu'à l'aube, sans maladie ni sifflement. Car la vieillesse est le temps de la mort, le temps de la préparation de la sépulture et le temps de la mise en terre. Voilà l'interrogation sur la condition d'un homme noble. Je suis venu vous convoquer sur ordre de mon père, justifié, pour que vous mangiez des mets délicats que mon père donne, la nourriture de ses disciples. Et qu'ensuite il puisse te guider vers les ancêtres qui sont maintenant dans la nécropole ».
Djedi répond :
« Bienvenue, bienvenue, Djédefhor, fils du roi, aimé de son père ! Puisses-tu être loué par ton père, Khéops le justifié. Qu'il laisse ta place au premier rang de tous ceux qui ont été honorés par le temps. Que ton Ka soit le champion de toutes les choses contre tous les ennemis. Que ton Ba connaisse les chemins qui mènent à la porte des défunts momifiés ».
Djédefhor amène Djedi au port et prépare un bateau pour le voyage. Le vieil homme promet de suivre Djédefhor, à condition qu'il puisse apporter avec lui ses livres et ses savants. Djédefhor accepte, et les deux hommes se rendent au palais royal de Khéops.
Djedefhor entre dans le palais et se rend immédiatement chez son père, le roi Khéops. Le prince lui dit :
« Que ta majesté vive, soit bénie et prospère ! Je t'ai amené Djedi ! ».
Khéops répond :
« Va et amène-le moi ! ».
Khéops se rend alors dans la salle d'audience royale où il reçoit Djedi en ces termes :
« Qu'est-ce que c'est, Djedi, ce refus de t'avoir jamais vu ? ».
Djedi répond :
« Ô souverain, monseigneur ! Seul celui qui est convoqué est celui qui viendra. J'ai été convoqué, et maintenant voyez, ô souverain, mon seigneur, je suis venu ».
Le pharaon poursuit :
« Est-il vrai, cette rumeur selon laquelle tu pourrais réparer une tête coupée ? »
Djedi répond :
« Oui, ô souverain, mon seigneur. Que tu vives, sois béni et prospère. Je sais comment faire cela ».
Khéops répond :
« Qu'on m'amène un prisonnier, qui est emprisonné, afin que son exécution soit exécutée ».
Djedi refuse en disant :
« Ne pas faire souffrir un humain, ô souverain, mon seigneur ! Que vous viviez, soyez béni et prospère. Voyez-vous, il n'a jamais été permis de faire une telle chose sur le noble troupeau ».
Djedi choisit trois animaux à la place, d'abord une oie. Il décapite l'oie et place sa tête à l'est de la salle d'audience, le corps à l'ouest. Puis Djedi prononce un sort secret et la tête de l'oie se lève, commençant à se dandiner. Puis le corps de l'oie se lève et se dandine également. Les deux parties du corps se déplacent dans des directions identiques, puis se fondent ensemble. L'oie ressuscitée quitte alors la salle en gloussant. La même performance est réalisée avec un oiseau aquatique indéfini[11] et un taureau. Les deux animaux sont également ramenés à la vie avec succès. Le roi dit maintenant :
« On dit que tu connais le nombre d'Iput à l'intérieur du sanctuaire de Thot. Maintenant ? ».
Djedi répond :
« Que tu sois loué, ô souverain, mon seigneur ! Je ne connais pas leur nombre. Mais je sais où on peut les trouver ».
Khéops demande :
« Où se trouve-t-il ? ».
Djedi répond :
« Il y a une boîte de parchemins, en silex, qui est entreposée dans une salle appelée archives à Héliopolis ».
Le roi ordonne :
« Prenez cette boîte ! ».
Djedi répond :
« Que votre altesse soit prospère et bénie, je ne suis pas celui qui peut vous l'apporter ».
Khéops demande :
« Qui pourrait être celui qui pourrait me l'apporter ? ».
Djedi répond :
« L'aîné des trois enfants dans le ventre de Rededjet, c'est lui qui te l'apportera ».
Le roi dit :
« Je souhaite vraiment toutes ces choses que tu dis. Qui est-ce, ce Rededjet ? ».
Djedi répond :
« C'est la femme d'un prêtre-ouâb du dieu Rê, seigneur de Sakhebou. Le dieu a ordonné que l'aîné des trois adorera comme grand prêtre d'Héliopolis sur tout le royaume ».
L'humeur du roi devient sombre après cela. Djedi demande :
« Qu'est-ce que ce cœur à toi, ô souverain, mon seigneur, qui devient si triste ! Est-ce à cause des enfants que j'ai engendrés ? D'abord ton fils, puis son fils, puis l'un d'eux ».
Khéops répond :
« Quand ce Rededjet accouchera-t-il ? ».
Djedi répond :
« Cela se produira au cours du premier mois de la saison Peret , le quinzième jour ».
Khéops s'indigne :
« Mais c'est quand le canal-deux-Mugilidés sera coupé ! Je travaillerais même de mes propres mains pour y pénétrer ! Et puis je visiterai ce temple de Rê, seigneur de Sakhebou ».
Et Djedi de répondre :
« Alors je ferai en sorte que les eaux aux endroits guéables du canal-deux-Mugilidés deviennent pour toi de quatre coudées de hauteur ».
Khéops se lève et ordonne :
« Fais affecter Djedi à une place dans le palais de mon fils Djédefhor où il vivra désormais. Ses gains quotidiens seront de mille miches de pain, cent jarres de bière, un neat et cent bottes d'ail des champs ».
Et tout est fait selon les ordres,,.